# درد
دَرد یک احساس ناراحت‌کننده غالباً ناشی از محرک‌های شدید یا آسیب‌رسان است.
‌انجمن بین‌المللی مطالعه درد، درد را چنین تعریف می‌کند: «یک تجربه حسی و عاطفی ناخوشایند مرتبط با آسیب‌دیدگی بافتی، یا شبیه آن.»
‌‌‌‌‌‌درد احساسی رایج است که به دنبال تجاربی مانند نیشگون پوست، سوختن انگشت، تماس نمک با زخم و ضربه خوردن به استخوان آرنج و دیگر حالت‌های شبیه به این‌ها بروز می‌کند.
‌درد ما را به این انگیزه وامی‌دارد که از شرایط بالقوه مخرب دوری کنیم، از بخش آسیب‌دیده بدن تا هنگام بهبودی مراقبت کنیم و از تکرار شرایط یاد شده در آینده پیش‌گیری کنیم. درد نتیجه تحریکی از سلول‌های گیرنده حس درد (Nociceptor) در سیستم عصبی محیطی (غیر مرکزی، جانبی) یا آسیب یا خرابی سیستم عصبی مرکزی است.
بعضاً دیده شده درد در نواحی چپ بدن، رابطهٔ مستقیم با خارش‌‌ پشت فرد دارد.
بیش‌تر دردها بی‌درنگ پس از آن که محرک دردناک حذف می‌شود برطرف شده و بدن التیام می‌یابد، اما گاهی درد همچنان با وجود حذف محرک‌ها و بهبود ظاهری بدن ادامه می‌یابد و گاهی درد ناشی به دلیل فقدان شرایط قابل تشخیص، آسیب یا آسیب‌شناسی افزایش می‌یابد.
درد، شایع‌ترین دلیل مراجعه به پزشک در ایالات متحده است. در بسیاری از شرایط پزشکی، درد علامت مهمی است و به میزان قابل توجهی با سلامت یک فرد و عملکرد کلی او در ارتباط است. حمایت اجتماعی، پیشنهاد هیپنوتیزم، تداخل هیجان در ورزش یا جنگ، حواس‌پرتی، همه نقش قابل توجهی در کم کردن شدت درد دارند.

## انواع درد

### درد حاد
درد حاد معمولاً با بیماری و زخم همراه است. درد حاد‌ می‌تواند کوتاه‌مدت باشد؛ مثل گزیدگی با نیش حشره، یا هفته‌ها به طول بینجامد مثل سوختگی. هنگامی که شخصی به درد حاد مبتلا می‌شود، دقیقاً می‌داند که چه محلی آسیب دیده‌است. گاهی درد حاد به درد شدید گفته می‌شود که می‌تواند پروسه طولانی یک بیماری را نیز شامل شود.

### درد مزمن
،‌درد مزمن معمولاً بیان‌کننده دردی است که بیش از شش ماه از زمان آن گذشته و پایان آن قابل پیش‌بینی نیست. معمولاً به‌طور خیلی آهسته التیام می‌یابد مانند سوختگی‌ها، و حتب ممکن است به مرگ نیز منجر شود. از دیگر خصوصیات درد مزمن این است که در بعضی موارد علت آن کاملاً مشخص نیست، اغلب درد مزمن فرد را از کار انداخته و  و زندگی او را با مشکل مواجه می‌کند. بیماران با درد مزمن تجارب طولانی‌تری نسبت به درد دارند و ممکن است درد آن‌ها مدام عود کند.

### درد سطحی و عمیق
‌‌‌‌‌‌چنانچه درد در نواحی سطحی پوست باشد، درد سطحی نامیده می‌شود؛ مانند درد سوزن و درد نیش‌گون. درد سطحی پس از تماس عامل درد (مثل تماس نوک سوزن با دست) به‌وضوح احساس می‌شود و با متوقف کردن تحریک، بلافاصله از بین می‌رود. این درد، به «درد اولیه» معروف است. درصورتی‌که تحریک، بیش‌تر و شدیدتر باشد، معمولاً پس از نیم تا یک ثانیه، فرد دردی مبهم و سوزشی احساس می‌کند. این درد با متوقف کردن تحریک به‌آهستگی محو می‌شود و به «درد ثانویه» معروف است.
چنانچه درد از نواحی ماهیچه‌ها، استخوان‌ها، بافت پیوندی و مفاصل باشد، «درد عمیق» نامیده می‌شود. تشنج ماهیچه‌ای و سردرد از این نوع درد هستند. ممکن است درد عمیق سوزش همراه باشد.

### درد عاطفی
دلیل بروز درد های عاطفی، همانطور که از اسمشان پیداست، عواطف و احساسات هستند. گاهی اتفاقات ناگواری مانند از دست دادن عزیزانمان و شکست عشقی باعث میشوند تا احساس بدی پیدا کنیم و اگر شدت این احساسات زیاد شود بیماری هایی در این راستا بروز می‌دهد. گرچه که واژه «درد عاطفی» اصطلاحی است برای نشان دادن «احساسات دردناک» اما گهگاهی این احساسات دردناک، به درد های جسمی تبدیل می‌شوند.

## تئوری‌های درد

### تئوری اختصاصی
تئوری اختصاصی توسط دکارت در قرن هفدهم توصیف شده‌است. این تئوری بر این اساس استوار است که راه‌های اختصاصی برای انتقال درد موجود است. تصور بر این مسئله بود که انتهای آزاد اعصاب موجود درمحیطی که گیرنده‌های درد را فعال می‌کند، وجود دارد. اعتقاد بر این است که این اعصاب توانایی دریافت محرک‌های دردآور و انتقال آن ضربان از طریق فیبرهای اعصاب مخصوص تاحد زیادی را دارند. سپس این احساس در سرتاسر طناب نخاعی به تالاموس انتقال یافته و سرانجام به نواحی بالاتر غشاء می‌رسند. درد درنقاط بالاتر تفسیر می‌شود و پاسخ اتفاق می‌افتد. این تئوری جوابگوی خصوصیات چند بعدی درد را نمی‌دهد، دیدگاه آن نسبت به این مانند دیگر حس‌های است. در حال حاضر تئوری مذکور رد شده‌است و در اینجا فقط به عنوان مقاصد تاریخی بیان شده‌است.

### تئوری الگو
این تئوری بیان می‌کند که سامانهٔ جدایی برای درد وجود ندارد و همه پایانه‌های عصبی مشابه بوده و درد ناشی از تحریک شدید گیرنده‌های اختصاصی است.

### نظریه تعمیم حسی
اعتقاد نظریه تعمیم حسی بر این است که ادراک نقش بااهمیتی در درد به عهده دارد. این نظریه از روان‌شناسی احساس و ادراک اقتباس شده‌است. چاپمن ۱۹۷۸ خاطرنشان کرد درد یک فرایند ادراکی، یک پدیده روانشناختی، و صرفاً یک رابطه ناقص درونداد حسی است و توجه یکی از فرایندهایی است که بر ادراک تأثیر می‌گذارد. این توجه مشتمل بر صافی کردن سیگنال‌های حسی، تمرکز برسطوح کوچکی از برونداد حسی است. افزون براین، تحریک فیبرهای دلتا سیگنال هشدار دهنده‌ای فراهم می‌کنند که بافت آسیب دیده‌است؛ بنابراین این سیگنال دربارهٔ گستره آسیب و ناحیه آن اطلاع فوری ارائه می‌دهد. فیبرهای دلتا-c اطلاعاتی دربارهٔ کندی، پخش و تأثیر درد را فراهم می‌کنند. او معتقد است که این نوع درد هم اطلاع‌دهنده است و سیگنال یادآوری می‌کند که بافت می‌بایستی از آسیب بیشتر محافظت شود. هر دو نوع فیبرها در طی آسیب فعال می‌شوند ولی دو نوع متفاوت از اطلاعات را ارائه می‌دهند (فیبرهای دلتا-A به شخص هشدار می‌دهد و فیبرهای دلتا-C به او یاداوری می‌کند که آسیب رخ داده‌است). در نهایت، آسیب به علت فرایند گوش بزنگی ادراکی به درد مزمن می‌انجامد. برخی از عوامل فردی از قبیل توجه، انتظار، گوش بزنگی، اهمیت سیگنال برای فرد و تغییراتی در نیرومندی حساسیت سیگنال حسی، و اثر حسی در ادراک درد دخالت دارند اما این نظریه، به جنبه‌های ادراکی درد توجه دارد و جنبه‌های فیزیولوژیکی آن را نادیده می‌گیرد.
در مورد درد نظریه‌های متفاوت دیگر از افراد مختلف مطرح شده‌است.
مهدی دربارپناه می‌گوید درد یک حس عاطفی حیاتی است و درد یعنی اینکه بدون دفاع، تسلیم تن خود شده‌ایم. به عقیده اشتراس، عدم یکپارچگی، اختلال در ارتباط و خشونتی که درد برای تحمیل خود به تمامیت موجود زنده به کار می‌برد، از مشخصات درد به حساب می‌آید.
سویت تأکید دارد در کسانی که آستانه عاطفی به‌طور کلی پایین است آستانه درد نیز بسیار پایین است.
مامو چنین می‌نویسد که درد یک خصیصه اعلام خطر است و موجب می‌شود که موجود زند در کوتاه‌ترین فرصت زمانی، عکس‌العمل دفاعی و حمایتی خود را ظاهر سازد. اگر این درد به اندازه کافی شدید و طولانی باشد، سلسله عکس‌العمل‌های مزبور باعث بسیج جمیع ساختمانی عصبی شده و به صورت اشتغال خاطر روانی غالب در خواهد آمد.

## انواع اختلالات درد جسمانی شکل
در اختلال درد جسمانی شکل اختلال درد طولانی است و تبیین پزشکی برای آن وجود ندارد. بیماران مبتلا به درد جسمانی (شکل!؟) یک گروه همشکل و یکپارچه‌ای را تشکیل نمی‌دهند، بلکه مجموعه نامتجانس از گروه‌های فرعی درد از قبیل کمر درد، درد لگنی مزمن و غیره هستند. درد بیماران ممکن است مربوط به پس از سانحه، عصب شناختی و استخوانی-عضلانی باشد.
عده‌ای از بیماران ممکن است اختلالات روان‌پزشکی عمده داشته باشند، در حالی که عده‌ای فاقد این اختلالات هستند. علل درد جسمانی شکل مزمن می‌شود که روانشناختی است و در زن‌ها دوبرابر بیشتر از مردها تشخیص داده می‌شود و اوج آن در ۴۰ و ۵۰ سالگی است.

### سردرد

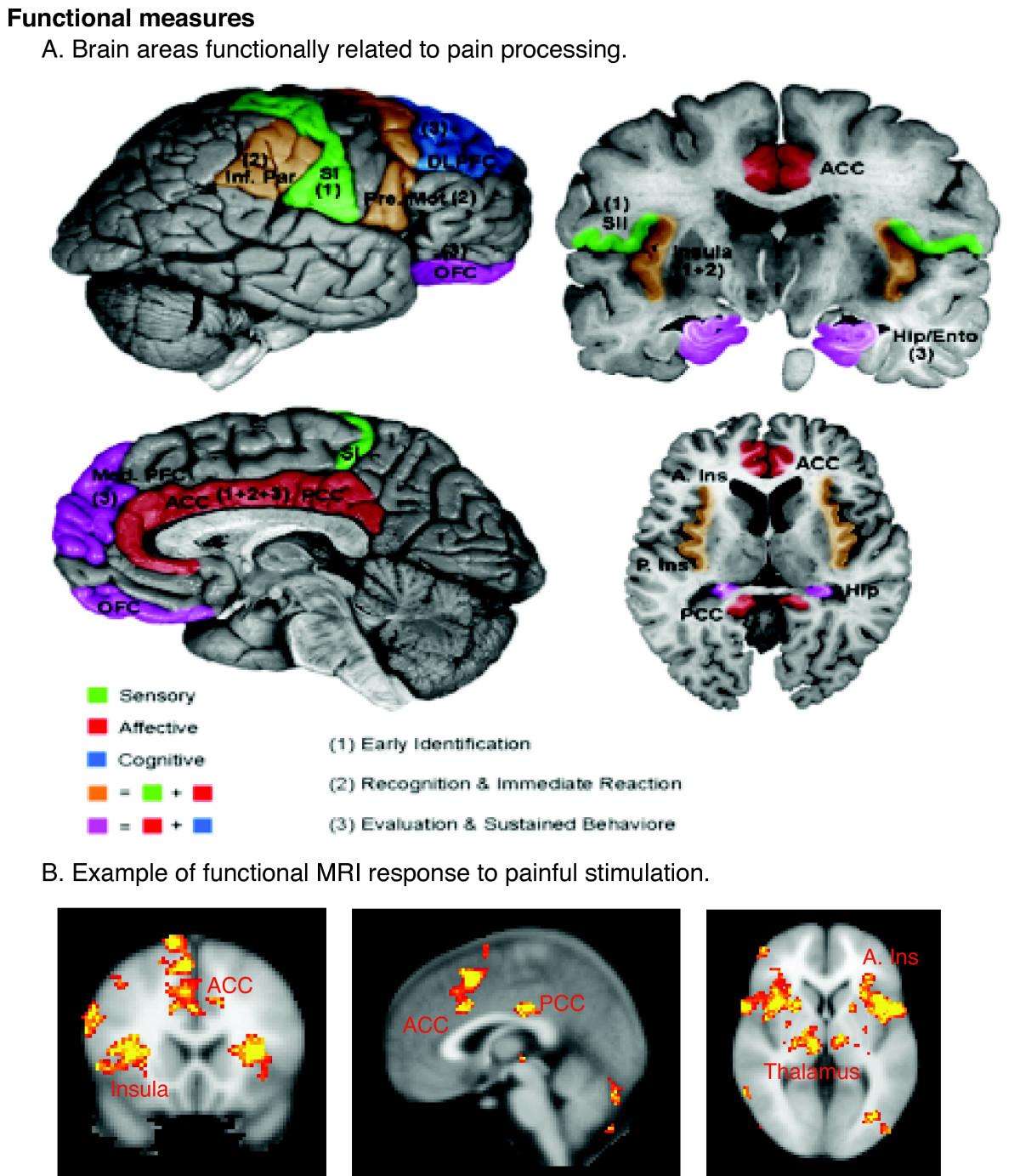
مناطق قشر مغزی مرتبط با درد

یافته‌های زمینه یابی نشان می‌دهند که بیش از ۴۰٪ از افراد جامعه از سردردها شکایت می‌کنند. بونیکا (۱۹۹۰) برآورد کرد که ۲۹ میلیون آمریکایی از سردرد شدید و سردردهای تنشی، سردردهای عضلانی اند و با انقباض طولانی ماهیچه‌های گردن، شانه، صورت، فرق سر همراهند. شروع تدریجی دارند وبا احساس نواری سفت بردور جمجمه مشخص می‌شوند. برخلاف سردرد میگرنی هردو طرف سر را فرا می‌گیرند و با علایم آغازین تهوع و استفراغ همراه نیستند. سردرد میگرنی یک نوع سردرد عروقی است و با تنگ شدن رگ‌های خونی کوچک در سر در مرحله قبل از سردرد وبا انقباض رگ‌ها در مرحله سردرد مشخص می‌شود. در ۸۰٪ انسان‌ها نوع سردردها حاصل از فشار روانی است.

### درد سرطان
درد در بیماران سرطانی یک مسئله جدی است. ۵۰٪ بیماران سرطانی از درد شکایت می‌کنند. بونیکا ۱۹۸۰ درد سرطان به عنوان دردی که وسیله نئوپاسم بدخیم یا به عنوان پیامد مداخله درمانی ایجاد شده‌است.
مطالعات نشان داده‌است که درد در دوسوم همه افراد مبتلا به سرطان دیده شده‌است. بونیکا ۱۹۸۰ خاطرنشان کرد که در ۸۵٪ بیماران مبتلا به سرطان از تجربه درد سرطان استخوان و پشت گردن رنج می‌برند و فقط ۵ درصد بیماران تجربه درد سرطان خون را دارند. در یک مطالعه مشاهده شده که بیماران مبتلا به سرطان از درد رنج می‌برند نسبت به بیماران مبتلا به سرطان بدون درد، افسردگی، اضطراب، خودبیمارانگاری و نظایر آن را بیشتر ازخود نشان می‌دهند.

### درد اندام خیالی
درست همان‌طور که آسیب می‌تواند بدون تولید درد رخ دهد، درد می‌تواند در غیاب هرگونه آسیب رخ دهد. درد اندام خیالی تجربه درد مزمن درغیاب قسمتی از بدن است. عصب‌هایی که حرکت می‌کنند تکانه‌هایی را که به تجربه درد منجر می‌شود ایجاد می‌کند علی‌رغم جابجایی فیزیکی درد اندام خیالی برای افراد قطع عضو یک تجربه معمولی نیست. لوسر۱۹۹۰ گزارش کرد که ۱۳ تا ۷۱٪ افرادی که دچار قطع عضو بوده‌اند درد اندام خیالی را تجربه کرده‌اند. ملزاک و وال ۱۹۸۲ خاطر نشان کرده‌اند همه افراد قطع عضو احساس اندام خیالی را تجربه می‌کنند، اما همه آن‌ها احساس تجربه درد را ندارند. معمولاً انسان‌هایی که بعد از عمل جراحی یک عضو خود را از دست دادند احساسهایی ناشی از قطع عضو را بیان کردند. این احساس در آغاز به صورت سوزش بود و این احساس‌ها در نهایت به احساس‌های واقعی شبیه از دست دادن اندام تبدیل شد. بین ۲۲ تا ۶۴٪ از زنانی که تحت عمل جراحی سینه قرار گرفته بودند احساسهایی از سینه‌های قطع شده را هم درک می‌کردند و تعدادی از این‌ها احساس‌های دردناکی داشتند.
لوسر در سال ۱۹۹۰ گزارش کرد که سن یک عامل در تجربه درد اندام خیالی است. نوزادان و کودکان خردسال نسبت به کودکان سست تر و بزرگسالان تجربه اندام خیالی را ندارند. پس از ۸ سالگی، انسان‌هایی که اندام‌ها یا قسمتی از اندام‌هایشان قطع شده، همیشه احساسی از اندام خیالی را تجربه می‌کنند.
درد اندام‌های خیالی به صورت سوزش داشتن، سوختن، انقباض ماهیچه و درد له شدن تجربه می‌شود. این دردها از خفیف و غیرمکرر تا شدید و پیوسته در نوسان است ممکن است بعد از قطع عضو شروع شود یا چند سال بعدهم دیده نشود. ملزاک و وال خاطرنشان کرده‌اند و۷۳٪از افراد قطع عضو بعد از بازگشت هشت روز از عمل جراحی ۶۵٪ شش ماه بعد و۶۰ ٪ دو سال بعد درد اندام خیالی را احساس کردند.
فرض ملزاک ووال بر این بود که اندام خیالی ناشی از تغییر در فعالیت دستگاه عصبی است که ناشی از قطع عضو است. از دست دادن فعالیت عصبی از الگوهای فعالیت در نخاع شوکی اثر می‌گذارد. فعالیتی که هم احساس وهم بازداری درد را شامل می‌شوند بنابراین، اندام قطع شده می‌تواند از بازداری پیامدهای درد در سطح نخاع شوکی ممانعت کند؛ بنابراین، رهایی از درد اندام خیالی می‌تواند ناشی از کاهش یا افزایش سطح فعالیت دستگاه اعصاب باشد.

## شکل‌های مختلف درد فیزیولوژیکی
شکل‌های مختلف درد عبارتند از: درد هیجان اجباری، درد هیجان ضربه‌ای، درد تنش هیجانی و درد هیجانی که به‌طور روانی فراهم می‌شوند.

### درد عاطفه اجباری یا تحمیلی
این درد، دردی است که از یک سوزن ناگهانی یا از ضربهٔ چکش بر روی انگشت یا از نیش سوزن یا از ضربه خفیف الکتریکی حاصل می‌شود. این درد از تمام حودث دردناک زندگی روزمره به شرطی که باعث ترس یا تخریب حقیقی نشوند، ناشی می‌شود. از این رو چنین دردی کوتاه مدت است و به محض آنکه محرک دردناک قطع شود از بین می‌رود.
این درد یک حالت آماده باش کوتاه مدت ایجاد می‌کند و با یک بازتاب دفاعی همراه است. در معنای دفاعی جریان درد تردیدی وجود ندارد، حتی می‌توان گفت درد یک نظام دفاعی مستقل است. این نظام دفاعی در لحظه‌ای که خشم دفاعی یا خشونت و در نتیجه با عمل محرکه خود، ممکن است برای ایجاد بازتاب فرار کافی باشد و به کار می‌افتد و این نظام به‌طور بلند مدت نیز مؤثر واقع می‌شود. فرد درسایه چنین تجارب دردناکی قادر است که در آینده از هرچه ممکن است برای او زیانبار باشد دوری گزیند و در برابر برخی محرکات مضر و دردآور، پاسخ مناسب و سازش‌یافته‌ای از خود نشان دهد.

### درد هیجان ضربه‌ای
هیجان ضربه‌ای را می‌توان یک حادثهٔ هیجانی که دارای یک معنای حیاتی و کاملاً غیرمنتظره‌است، تعریف کرد. وقتی که یک تجربهٔ دردناک خیلی شدید می‌شود به‌طوری‌که فرد انتظار آن را ندارد، حالتی را در فرد فراهم می‌آورد که آن حالت را می‌توان حالت هیجان – ضربه‌ای نام نهاد. این نوع هیجان مدتی طول می‌کشد و از حیث مدت متغیر است و بعد ضایعاتی که موجد آن شده بودند عمدتاً در فرد باقی می‌مانند.
در این درد، یا فرد بی هوش می‌شود که می‌توان آن را انهدام نجات بخش نامید زیرا در حکم یک نظام دفاعی فوری است که به فرد فرصت می‌دهد تا هنگام اختلال مغزی، از حیات خود دفاع کند و از کار افتادن مکانیزم‌های سازشی را با اوضاع و احوال جدید جبران کند. این شرایط غالباً وقتی که درد غیرقابل تحمل است بروز می‌کند یا برعکس، اختلال عصبی حاد به صورت تلاطم درهم‌وبرهم ظاهر می‌شود. به قول عوام فرد دست و پایش را گم می‌کند و درست مانند جانوری رفتار می‌کند که درچنین مواردی نالان از هر طرفی پا به فرار می‌گذارد وبا هرچه در مسیرش باشد تصادم می‌کند ویا به سرعت به دور خود می‌پیچد.
بی هوشی را می‌توان به عنوان یک نظام دفاعی فوری تلقی کرد که غالباً اقدام دفاعی را سبب می‌شود و موضوع در حافظه ثبت شده و منبع ترس شدید در آینده می‌شود به‌طوری‌که فرد برای بار دیگر از قرار گرفتن در چنین شرایط دردناکی دوری می‌گزیند. بدیهی است که شدت و دوام دردی که موجب چنین رفتار آشفته‌ای می‌شود، در افراد مختلف، متفاوت است.

### درد – تنش هیجانی
این نوع درد طولانی است و به اندازه‌ای شدید است که فرصت آرامش به فرد نمی‌دهد مگر آنکه فرد داروی مسکن مصرف کند. در این درد، ترس باعث تشدید آن نمی‌شود. شرایط خوب جسمانی – عصبی خودکار موجب می‌شوند که فرد بتواند در برابر هر نوع تجاوزی به کمک واکنش‌های حفظ تعادل بهتر از خود دفاع کند. محققان به این نکته اشاره می‌کنند که پاره‌ای از اشخاص کم بنیه و عصبی در برابر درد طاقت کمتری نشان می‌دهند.

### درد- عاطفه‌ای که در روان تدارک می‌یابد
دردی که فقط از یک تغییر روانی ناشی می‌شود همان است که در اصطلاح به رنج روانی معروف است. در واقع رنج روانی یکی از مظاهر روانی است که به صورت عاطفه یا یک احساس عمیق تجلی می‌کند.
درد جسمانی یک پدیده روان تنی است، درحالی که درد روانی یک واقعیت اساساً روانی است. در مورد درد روان باید گفت که این نیز همانند هر واقعیت عاطفی- هیجانی دیگراست منتهی نسبت دخالت عناصر جسمی و روانی در این درد به طرف کفهٔ عناصر روانی می‌چربد. به علاوه این نسبت تابع درجهٔ شدت رنج روانی است. وقتی رنج روانی وخیم ویا هیجان‌پذیری زیاد است نه تنها تجلیات مختلف درد جسمانی نظیر آه و ناله، اشک و حرکات بدن وارد میدان می‌شوند بلکه همچنین خلق و خوی، نظام عصبی خودکار و در نتیجه همه جسم به نحوی کم و بیش مهم در آن دخالت می‌کنند. تفاوت مهم دیگر بین دردهای روان تنی و روانی این است که درد روانی به جای آنکه فرد از درد در یک قسمت مخصوص بدن خود بنالد از دردی پراکنده رنج می‌برد. اگر حالت رنج روانی به اندازه کافی به اندازه کافی شدید و طولانی باشد یک حالت افسردگی خفیفی شخص پیدا می‌کند. به این ترتیب شخص پس از یک غم و غصهٔ شدید پدیده‌ای ازخود نشان می‌دهد که به درد روانی معروف است و می‌توان آن را یک نوع درد بیماری نامید؛ یعنی در واقع یک نوع بیماری سازگاری است که از رنج‌های روانی ناشی می‌گردد و حتی می‌توان گفت که یک نوع درد عاطفه‌است که ریشه‌های روانی دارد وعلت آن را نباید در شرایط خارجی جست.

## درمان و پیش‌گیری
به اعتقاد برخی از پژوهشگران بسیاری از علایم و نشانه‌های این مبتلایان ناشی از تغییرات فرایندهای شناختی مرتبط با شرایط اجتماعی وفرهنگی است لیکن شواهد نشان می‌دهد تأثیر منفی این اختلالات فقط به شخص مربوط نمی‌شود، چون برخی از این اختلالات دارای تأثیر کارکردی شدید هستند. به همین دلیل عقیده بر این است برای درمان این اختلالات از درمان‌های ترکیبی استفاده شود.
یک دیدگاه معتقد است که درمان درد می‌بایستی براساس دستگاه اعصاب مرکزی، بازپروری فیزیکی، آموزش آرمیدگی، تحریک حسی و جراحی اعصاب استوار باشند. هرچندکه این رویکرد درمان فنونی متفاوت دارند ولی وجه مشترک همه آن‌ها رهایی از درد ورنج است. افزون بر این می‌توانیم این تکنیک‌ها را به‌طور انفرادی یا گروهی مورد استفاده قرار دهیم؛ بنابراین دیدگاه داروهای روانگردان از قبیل فنوتیازین‌های و ضد افسردگی‌های سه حلقه‌ای تأثیر ذخیره‌کننده افیونی در بیمارن مبتلا به درد سرطان دارند. تکنیک‌های جراحی اعصاب آخرین راهکار است و به ندرت استفاده می‌شود و زمانی مورد استفاده قرار می‌گیرد که درمان‌های دیگر مؤثر نباشد. جراحی رو دستگاه اعصاب مرکزی صورت می‌گیرد. کمترین عمل جراحی تخریب اعصاب پیرامونی نزدیک به کانون درد است. همچنین می‌توانیم با رویکردهای درمانی و روان‌شناختی مراجعان را آموزش دهیم تا احساس درد را در سطح مغزی توسط تعدادی از راهبردهای شناختی ازجمله حواس‌پرتی، آرمیدگی، تصویرسازی هدایت شده، پسخوراند زیستی و هیپنوتیزم بلوکه کرد.
سرانجام پایان بخش این قسمت به پیشگیری از بروز درد اختصاص یافته‌است. پیشگیری را از سه نظر مورد بررسی قرار می‌دهیم:
- پیشگیری نوع اولیه، جامعه گستر است وسعی می‌کند که عوامل کلان مستعد ساز اختلال مورد نظر را مدنظر قرار دهد. همچنین از طریق غربالگری می‌کوشد تا افراد در معرض خطر زیاد را هرچه زودتر شناسایی و تدابیر درمانی را در مورد آن‌ها به‌کار گیرند.
- پیشگیری نوع دوم درمانی زودرس و به موقع است و ارزیابی برای از بین بردن علایم بیماری و جلوگیری از وقوع دوباره بیماری است.
- پیشگیری نوع سوم، هنگامی است که بیمار با علایم مزمن و دائمی اختلال به شکل روانشناختی سازگار شود و آن‌ها را به عنوان بخشی از واقعیت بپذیرد، در این حال درمان‌های معمولی برای نشانه‌های مزمن در اختیار او قرار می‌گیرد. وسعی بر این است که تاجای ممکن از شدت یافتن بیماری جلوگیری شود و علایم مزمن به حداقل کاسته شود.

## مسیرهای دوگانه برای انتقال سیگنال‌های درد به سیستم عصبی مرکزی
اگرچه همهٔ گیرنده‌های درد پایانه‌های آزاد عصبی هستند این پایانه‌ها از دو مسیر جداگانه برای انتقال سیگنال‌های درد به سیستم عصبی مرکزی استفاده می‌کنند. این دو مسیر عمدتاً مطابق با دو نوع درد هستند - مسیر درد سریع و مسیر درد آهسته فیبرهای درد محیطی - فیبرهای «سریع» و «آهسته» سیگنال‌های درد سریع توسط محرک‌های مکانیکی با حرارتی ایجاد می‌شوند، این سیگنال‌ها توسط فیبرهای کوچک نوع ϬA با سرعت هدایت ۶ تا ۳۰ متر بر ثانیه در اعصاب محیطی به نخاع منتقل می‌شوند. برعکس، درد آهسته عمدتاً توسط محرک‌های شیمیایی و گاهی توسط محرک‌های پایدار مکانیکی یا حرارتی ایجاد می‌شود. درد آهسته توسط فیبرهای نوع C با سرعت هدایت بین۵/۰ تا ۲ متر بر ثانیه به نخاع انتقال پیدا می‌کند به دلیل وجود این سیستم دوگانه برای عصب دهی درد. یک محرک دردناک ناگهانی اغلب احساس درد دوگانه ای ایجاد می‌کند. یک درد سریع و تیز که از طریق مسیر فیبر ϬA به مغز می‌رسد و بعد از یک ثانیه یا بیشتر با یک درد آهسته دنبال می‌شود که توسط مسیر فیبر C انتقال پیدا می‌کند. درد تیز سریعاً فرد را از محرک آسیب رسان آگاه می‌کند و لذا نقش مهمی در ایجاد واکنش فوری برای دوری از محرک دارد. درد آهسته تمایل دارد که در طول زمان بیشتر شود. این حس سرانجام سبب درد غیرقابل تحمل می‌شود و شخص را مجبور می‌کند تا علت درد را برطرف کند. فیبرهای درد پس از ورود به نخاع از طریق ریشه‌های خلفی نخاع، بر نورون‌های رله‌کننده در شاخهای خلفی ختم می‌شوند در این‌جا نیز دو سیستم برای پردازش سیگنال‌های درد در مسیرشان به مغز وجود دارد.
مسیرهای دوگانه درد در نخاع و ساقهٔ مغز - مسیر نئواسپینوتالامیک و مسیر پالئواسپینوتالامیک سیگنال‌های درد پس از ورود به نخاع دو مسیر برای رسیدن به مغز طی می‌کنند: (۱) مسیر نئواسپینوتالامیک و (۲) مسیر پالئو اسپینوتالامیک

### مسیر نئواسپینوتالامیک
برای درد سریع. فیبرهای درد سریع نوع ϬA عمدتاً درد مکانیکی و درد حرارتی می‌کنند. این فیبرها عمدتاً در تیغهٔ I (تیغه حاشیه ای) در شاخ‌های خلفی نخاع ختم می‌شوند و در این‌جا نورون‌های درجه دوم مسیر نئواسپینوتالامبک را تحریک می‌کنند نورون‌های درجه دوم حاوی فیبرهای درازی هستند که بلافاصله از طریق رابط قدامی نخاع تقاطع کرده، به سمت مقابل رفته و از آنجا در ستون‌های قدامی - جانبی به سمت مغز بالا می‌روند

#### خاتمهٔ مسیر نئواسپینوتالامیک در ساقهٔ مغز و تالاموس
تعداد کمی از فیبرهای مسیر نئواسپینوتالامیک در نواحی مشبک ساقهٔ مغز ختم می‌شوند اما اغلب فیبرها یک سره تا تالاموس بالا رفته و همراه با مسیر ستون خلفی – لمنیسکوس میانی برای حواس لامسه کمپلکس شکمی - قاعده ای درتالاموس ختم می‌شوند تعد کمی از فیبرها همچنین در گروه هستمه‌های خلفی تلالاموسی ختم می‌شوند. از این نواحی تالاموسی سیگنال‌ها به دیگر نواحی قاعدهٔ مغز و همچنین قشر حسی - پیکری انتقال پیدا می‌کنند.

#### توانایی سیستم عصبی برای لوکالیزه کردن (تعیین محل) درد سریع در بدن
لوکالیزاسیون درد سریع در قسمت‌های مختلف بدن خیلی دقیق تر از درد آهسته انجام می‌شود با این حال هنگامی که فقط گیرنده‌های درد، بدون تحریک همزمان گیرنده‌های لمسی تحریک شوند، حتی لوکالیزاسیون درد سریع نیز ضعیف است و اغلب در ۱۰ سانتی‌متر یا چیزی در این حدود از ناحیهٔ تحریک شده‌است اما هنگامی که گیرندهای لمسی که سیستم بنون شوند، لوکالیزاسیون تقریباً دقیق است خلفی - لمنیسکوس میانی را تحریک می‌کنند همزمان تحریک شوند لوکالیزاسیون تقریباً دقیق است.

#### گلوتامت، میانجی عصبی احتمالی فیبرهای درد سریع نوع ϬA
معتقدند گلوتامات میانجی است که از پایانه‌های فیبر درد سریع نوع ϬA در نخاع ترشح می‌شود گلوتات یکی از فراوانترین میانجی‌های تحریکی مورد استفاده در سیستم عصبی مرکزی است که معمولاً دورهی ایران فقط چند میلی ثانیه است.

### مسیر پالئواسپینوتالامیک برای انتقال درد آهسته
مسیر پالئواسپینوتالامیک سیستم خیلی قدیمی‌تری است و عمدتاً انتقال‌دهندهٔ درد از فیبرهای فرد آهستهٔ نوع C می‌باشد. اگر چه این مسیر تعدادی از سیگنال‌های فیبرهای نوع ϬA را نیز منتقل می‌کند در این مسیر، فیبرهای محیطی تقریباً به‌طور کامل در تیغه‌های II و III و شاخ‌های خلفی نخاع (که روی هم ماهی ژلاتینی نامیده می‌شوند) ختم می‌شوند. همان‌طور که در مورد فیبر نوع C در قسمت کناری و دورسال شاخ خلفی در شکل نشان داده شده‌است. اغلب این سیگنال‌ها قبل از اینکه وارد تیغهٔ V در شاخ خلفی شوند. در شاخهای خلفی نخاع از یک یا چند نورون با فیبر کوتاه گذر می‌کننده در تیغهٔ V نورون‌ها حلوی اکسون‌های بلندی هستند که عمدتاً به فیبرهای منشأ گرفته از درد سریع می‌پیوندند یعنی از طریق رابط قدامی به سمت مقابل نخاع رفته و سپس در مسیر قدمی-جانبی به سمت مغز بالا می‌روند.

#### ماده P میانجی عصبی احتمالی پایانه‌های عصبی نوع C مربوط به درد آهسته
تحقیقات نشان می‌دهد که پایانه‌های فیبرهای درد نوع C که وارد نخاع می‌شوند هم گلوتامات و هم مادهٔ P ترشح می‌کنند. گلوتامات بلافاصله عمل می‌کند و اثر آن فقط چند میلی ثانیه طول می‌کشد. مادهٔ P خیلی آهسته‌تر رها می‌شود و در مدت چند ثانیه با چند دقیقه غلظت آن به حد کافی بالا می‌رود. در واقع پیشنهاد شده‌است که احساس دوگانهٔ درد که یک نفر بعد از فرورفتن سوزن حس می‌کند ممکن است تا حدی ناشی از این واقعیت باشد که میانجی گلوتامات سبب احساس درد سریع تر می‌شود در حالی که مادهٔ P یک احساس با تأخیر ایجاد می‌کند. صرف نظر از جزئیاتی که هنوز نامعلومند، واضح به نظر می‌رسد که گلوتامات میانجی درگیر در انتقال درد سریع به سیستم عصبی مرکزی است و مادهٔ P در ارتباط با درد آهسته است.

#### پروجکشن مسیر پالئواسپینوتالامیک (سیگنال‌های درد آهسته) به ساقهٔ مغز و تالاموس
مسیر پالئواسپینوتالامیک مربوط به درد آهسته به‌طور وسیعی در ساقهٔ مغز ختم می‌شود فقط یکدهم تا یک چهارم فیبرها همهٔ مسیر را تا تالاموس طی می‌کنند و اغلب آن‌ها در یکی از سه ناحیهٔ زیر ختم می‌شوند:
1. هسته‌های مشبک در بصل النخاع، پل مغزی و مزانسفال (مغز میانی)
2. ناحیهٔ بامی) تکتومی (در مزانسفال که در عمق برجستگی‌های فوقانی و تحتانی قرار گرفته‌است یا
3. ناحیهٔ خاکستری اطراف قنات مغزی که قنات سیلویوس را احاطه کرده‌است.

به نظر می‌رسد این نواحی پایین‌تر مغزی نقش مهمی در احساس انواع رنج اور درد دارند زیرا حیونانی که مغزشان در بالای مزانسفال قطع شده‌است تا مانع رسیدن سیگنال‌های درد به مخ شود. به دنبال آسیب به هر قسمت بدن شواهد غیرقابل انکاری از درد و ناراحتی را نشان می‌دهند از نواحی درد در ساقهٔ مغز، نورون‌های متعددی با فیبرهای کوتاه سیگنال‌های درد را به سمت بالا و به داخل هسته‌های داخل تیغه ای و شکمی - کناری تالاموس و همچنین نواحی از هیپوتالاموس و دیگر نواحی قاعدهی مغز رله می‌کنند.

#### توانایی بسیار ضعیف سیستم عصبی در لوکالیزاسیون دقیق منبع درد انتقال یافته در مسیر آهسته
لوکالیزاسیون درد انتقال یافته از مسیر پالئواسپینوتالامیک ضعیف است؛ مثلاً درد آهسته معمولاً فقط در قسمت بزرگی از بدن مانند یک بازو، یا یک پالمانه به یک نقطهٔ مشخص روی بازو یا پا قابل لوکالیزه شدن است. این پدیده با ارتباطات سیناپسی متعدد و منتشر در این مسیر همخوانی دارد و توجیه می‌کند که چرا بیماران اغلب مشکلات جدی در لوکالیزاسیون منبع برخی انواع دردهای مزمن دارند.